# Sans Fusils, Ni Souliers, à Paris: Martha Wainwright's Piaf Record
Sans Fusils, Ni Souliers, à Paris: Martha Wainwright's Piaf Record é um álbum ao vivo da cantora canadense e compositora americana Martha Wainwright, e é uma homenagem à lendária cantora francesa Édith Piaf. O álbum foi gravado durante três apresentações no Nova York Dixon's Place Theatre, em junho de 2009. O DVD que acompanha foi filmado por Jamie Catto. Em 11 de novembro, Wainwright recriou suas performances em Nova York. Este álbum é similar ao tributo feito por seu irmão Rufus Wainwright à Judy Garland.
| Críticas profissionais                                                      | Críticas profissionais |
| Avaliações da crítica                                                       | Avaliações da crítica  |
| Fonte                                                                       | Avaliação              |
| --------------------------------------------------------------------------- | ---------------------- |
| The Guardian                                                                | [ 3 ]                  |
| Sunday Tribune                                                              | [ 4 ]                  |
| The Times                                                                   | [ 5 ]                  |
| Esta tabela precisa de ser acompanhada por texto em prosa. Consulte o guia. |                        |

## Faixas
1. "La Foule" - 3:54
2. "Adieu Mon Cœur" - 3:41
3. "Une Enfant" - 3:37
4. "L'Accordéoniste" - 4:10
5. "Le Brun et le Blond" - 3:54
6. "Les Grognards" - 3:53
7. "C'est Toujours la Même Histoire" - 4:47
8. "Hudsonia" - 2:37
9. "C'est à Hambourg" - 4:03
10. "Non, La Vie n'est pas Triste" - 2:55
11. "Soudain une Vallée" - 4:23
12. "Marie Trottoir" - 3:19
13. "Le Métro de Paris" - 1:48
14. "Le Chant d'Amour" - 4:05
15. "Les Blouses Blanches" - 3:50

DVD
1. "Le Chant d'Amour"
2. "La Foule"
3. "Non, La Vie n'est pas Triste"
4. "Adieu Mon Cœur"